# Спиридоновская улица (Одесса)
Улица Спиридоновская  — улица в Одессе, в исторической части города, от площади Веры Холодной до улицы Асташкина.

## История

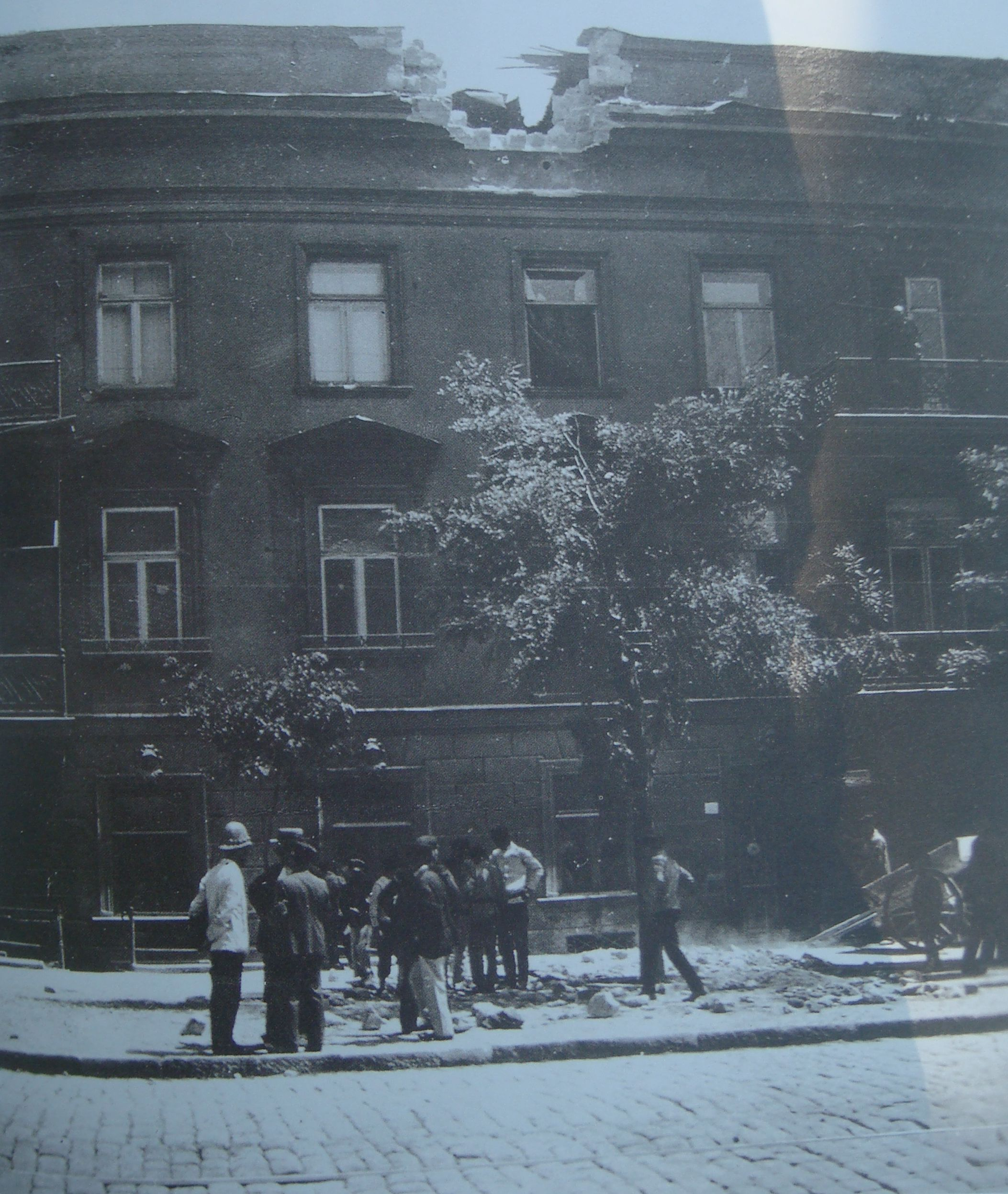
Одним из снарядов, выпущенных броненосцем «Потёмкин», был разрушен чердак доходного дома Фельдмана, улица Нежинская 71, угол Спиридоновской

В 5 часов вечера 16 июня 1905 года Одессу потрясли корабельные орудийные выстрелы — это открыли огонь потемкинцы, решившие устрашить власти. Было сделано три холостых, затем — два боевых выстрела по Воронцовскому дворцу и Городской думе. Однако из-за действий старшего сигнальщика Веденмеера снаряды в цель не попали. Один разорвался на Бугаевке, а другой — в центре города, на углу Спиридоновской и Нежинской улиц.
В 1934—1995 годах улица Горького. В 1995 году улице возвращено историческое название — Спиридоновская.

## Известные жители
Д. 2 — Григорий Котовский (1919 год, мемориальная доска).
Угол с Кузнечной улицей — Анна Ахматова